# 大明律
《大明律》，全名为《大明律集解附例》，是明代的法令條例，由开国皇帝朱元璋總結歷代法律施行的經驗和教訓而詳細制定而成。

## 制定
按《明史·刑法志》，元至正二十五年（1365年），朱元璋佔領武昌后，开始著手議訂律令。二十七年（1367年），朱自称吴王，命左丞相李善長為律令總裁官，依《唐律》編修法律。同年年底，律令修成，計令145條，律285條（明朝中葉以後又有條例，萬曆時，刑部尚書舒化定律為正文、例為附注，律例相合，令就不再通行了）。除此之外，又修了《律令直解》把適用於民間的律令條文及違犯法令的案例，分類編輯成冊，頒發到州縣。洪武六年（1373年）冬，朱元璋令刑部尚書劉惟謙再次修訂律令，第二年書成，“篇目一准之于唐”，分為《衛禁》﹑《鬥訟》﹑《詐偽》﹑《雜律》﹑《捕亡》﹑《斷獄》﹑《名例》等十二篇。經過實踐考察之後，又經過三次修改和增刪，三十年（1397年）五月，《大明律》才正式頒發，作為各級司法部門決獄量刑的依據。

## 內容
《大明律》共分30卷，有《名例律》一卷冠於篇首，包括五刑（笞、杖、徒、流、死）、十惡（謀反、謀大逆、謀叛、惡逆、不道、大不敬、不孝、不睦、不義、內亂）、八議（議親、議故、議功、議賢、議能、議貴、議勤、議賓），以及〈吏律〉二卷、〈戶律〉七卷、〈禮律〉二卷、〈兵律〉五卷、〈刑律〉十一卷、〈工律〉二卷，共460條。這種以六部分作六律總目的編排方式，是承《元典章》而來的，與《唐律》面目已不盡相同，在內容上也較《唐律》有許多變更。《大明律》又增加了「奸黨」一條，這是前代所沒有的。在量刑上大抵是罪輕者更為減輕，罪重者更為加重。前者主要指地主階級內部的訴訟，後者主要指對謀反、大逆等民變的嚴厲措施。但皇帝子孫身份犯了大明律者例如第一代明朝藩王秦王殺人和寧王謀反，往往處以較輕刑罰。《大明律》不准「奸黨」「交結近侍官員」，「上言大臣德政」等，反映了明朝初年朱元璋防止臣下攬權、交結黨援的集權思想。《大明律》可以說是朱元璋本人「勞心焦思﹐慮患防微近二十載」治國經驗總結。洪武十八年（1385年）還宣佈《大誥》﹐次年又佈《大誥續編》﹑《三編》﹐二十一年（1388年）又佈《大誥武臣》。又佈《教民榜文》。比大明律更殘酷，朱元璋死後大誥， 榜逐漸廢除。

## 刑罰
在刑法上，《大明律》淵源於《唐律疏議》，以笞、杖、徒、流、死為五刑，即所謂正刑，其他如律例內的雜犯、斬、絞、遷徙、充軍、枷號、刺字、論贖、凌遲、梟首、戮屍等，有的承自前代，有的為明代所創，如廷杖等酷刑。

## 影響
朝鮮權臣李成桂篡位後引入《大明律》。《大明律》對近代中國影響深遠，順治三年（1646年）頒行的《大清律例》，實質上不過是《大明律》的修訂本。清律比明律更重，扩大了谋反罪的范围，例如奏疏不当或犯圣违逆者，加以“殊属丧心病狂”、“妄议朝政”之罪以谋反罪论，凌迟罪在明律基础上增加九条十三种罪，而绞、斩等传统死刑也增致七百二十三条。